# Linfen Qiaoli Airport
Linfen Qiaoli Airport är en flygplats i Kina. Den ligger i provinsen Shanxi, i den norra delen av landet, omkring 210 kilometer sydväst om provinshuvudstaden Taiyuan.
Runt Linfen Qiaoli Airport är det tätbefolkat, med 613 invånare per kvadratkilometer. Närmaste större samhälle är Linfen, 11,6 km väster om Linfen Qiaoli Airport. Trakten runt Linfen Qiaoli Airport består till största delen av jordbruksmark.
Genomsnittlig årsnederbörd är 674 millimeter. Den regnigaste månaden är juli, med i genomsnitt 218 mm nederbörd, och den torraste är december, med 3 mm nederbörd.